# Vallfogona de Riucorb
Vallfogona de Riucorb település Spanyolországban, Tarragona tartományban. Vallfogona de Riucorb Montoliu de Segarra, Llorac, Savallà del Comtat, Conesa, Tarragona, Passanant i Belltall és Guimerà községekkel határos. Lakosainak száma 97 fő (2024).

## Népesség
A település népessége az elmúlt években az alábbi módon változott:
| Lakosok száma | 109  | 485  | 513  | 272  | 113  | 164  | 119  | 99   | 91   | 97   |
|               | 1717 | 1887 | 1936 | 1960 | 1986 | 2004 | 2009 | 2014 | 2019 | 2024 |